# Sontheim (Illesheim)
Sontheim (fränkisch: Sunda) ist ein Gemeindeteil der Gemeinde Illesheim im Landkreis Neustadt an der Aisch-Bad Windsheim (Mittelfranken, Bayern). Sontheim liegt in der Gemarkung Westheim.

## Geographie
0,75 km nordwestlich des Dorfes liegt der Riedbuck, 1 km südwestlich das Flurgebiet Klinge, 1 km südlich das Leitenholz und 1 km östlich das Scherholz. Die Kreisstraße NEA 39 führt nach Westheim (1,2 km südwestlich) bzw. nach Obernzenn zur Staatsstraße 2253 (3,0 km südöstlich). Eine Gemeindeverbindungsstraße führt an der Penleins- und Wasenmühle vorbei nach Ickelheim zur St 2253 (1,7 km nördlich).

## Geschichte
Der Ort wurde wahrscheinlich wie die umliegenden -heim-Orte um 650 gegründet. Im Jahre 1100 wurde er als „Svntheim“ erstmals urkundlich erwähnt. In einer Urkunde des Klosters Heilsbronn wurde ein Hermann Beyr zu „Sůnthaim“ erwähnt, der diesem jährlich einen Teilertrag seiner Mühle (die Penleinsmühle) zusicherte. Im Jahre 1416 fiel die Mühle als Lehen dem Kloster heim. Der Ortsname bedeutet „die im Süden gelegene Wohnstatt“ mit Bezug auf dem im Norden gelegenen Königshof in Ickelheim.
Gegen Ende des 18. Jahrhunderts gab es in Sontheim 15 Anwesen. Das Hochgericht übte das brandenburg-bayreuthische Schultheißenamt Markt Bergel aus. Die Dorf- und Gemeindeherrschaft hatte das Kastenamt Windsheim, die Reichsstadt Windsheim und die Rittergüter Obernzenn-Aberdar und -Gutend gemeinsam inne. Grundherren waren das Fürstentum Bayreuth (Kastenamt Ipsheim: 1 Hof, 1 Gut; Kastenamt Windsheim: 2 Halbhöfe, 1 Gut, 1 Sölde), das Stiftsamt Ansbach (1 Häckersgütlein), die Reichsstadt Windsheim (4 Anwesen), das Rittergut Obernzenn-Aberdar (2 Halbhöfe, 1 Gut zur Hälfte), das Rittergut Obernzenn-Gutend (1 Hof zur Hälfte, 1 Gut zur Hälfte) und das schwarzenbergisches Amt Seehaus (1 Hof zur Hälfte).
Im Rahmen des Gemeindeedikts wurde Sontheim dem 1811 gebildeten Steuerdistrikt Westheim und der 1817 gebildeten Ruralgemeinde Westheim zugeordnet. Die freiwillige Gerichtsbarkeit über vier Anwesen hatten bis 1848 die Patrimonialgerichte Obernzenn-Aberdar und -Gutend inne. Am 1. Juli 1975 wurde der Ort im Zuge der Gebietsreform in Bayern nach Illesheim eingegliedert.

### Bau- und Bodendenkmäler
- Fingalshöhle[12]
- Haus Nr. 10: erdgeschossiges, vierzoniges Fachwerkwohnstallhaus des 16. Jahrhunderts mit doppeltem Stall; leerstehend; Stubenumfassungen 1729 in Fachwerk erneuert (neuer Eckpfosten bezeichnet „G. H.“ ? „1729“); Stube mit verstärkter Balkendecke und Wandvertäfelung, alter Dachstuhl mit verblatteten Bügen[13]

### Einwohnerentwicklung
| Jahr      | 001818 | 001840 | 001861 | 001871 | 001885 | 001900 | 001925 | 001950 | 001961 | 001970 | 001987 |
| Einwohner | 103    | 112    | 132    | 107    | 101    | 103    | 81     | 100    | 72     | 85     | 82     |
| Häuser    | 17     | 18     |        |        | 21     | 20     | 16     | 19     | 16     |        | 17     |
| Quelle    | [ 15 ] | [ 16 ] | [ 17 ] | [ 18 ] | [ 19 ] | [ 20 ] | [ 21 ] | [ 22 ] | [ 23 ] | [ 24 ] | [ 1 ]  |

## Religion
Der Ort ist seit der Reformation evangelisch-lutherisch geprägt und bis heute nach St. Gumbertus (Westheim) gepfarrt. Die Katholiken sind nach St. Bonifaz (Bad Windsheim) gepfarrt.